# Українка (Кам'янський район)
Украї́нка — село в Україні, в Криничанській селищній громаді Кам'янського району Дніпропетровської області.
Населення — 986 мешканців.

## Географія
Село розташоване за 2,5 км від правого берега Кам'янського водосховища (Дніпро), примикає до міста Кам'янського. Поруч проходять автомобільна дорога Н08 і залізниця, станція 149 км за 1 км.

## Історія
- Село засноване в 1952 році переселенцями з Волинської області.

## Населення

### Мова
Розподіл населення за рідною мовою за даними перепису 2001 року:
| Мова       | Кількість | Відсоток |
| ---------- | --------- | -------- |
| українська | 889       | 90.16%   |
| російська  | 71        | 7.20%    |
| вірменська | 18        | 1.83%    |
| румунська  | 5         | 0.51%    |
| білоруська | 3         | 0.30%    |
| Усього     | 986       | 100%     |

## Економіка
- «Українка», ТОВ.
- «Дзержинець», агропромисловий комплекс. (ліквідовано 2014 р)

## Об'єкти соціальної сфери
- Школа
- Дитячий садочок
- Медична амбулаторія
- Будинок культури

## Релігія
У селі розташований Храм ікони Божої Матері "Спорителька хлібів" (вул. Весняна, 53).

## Галерея

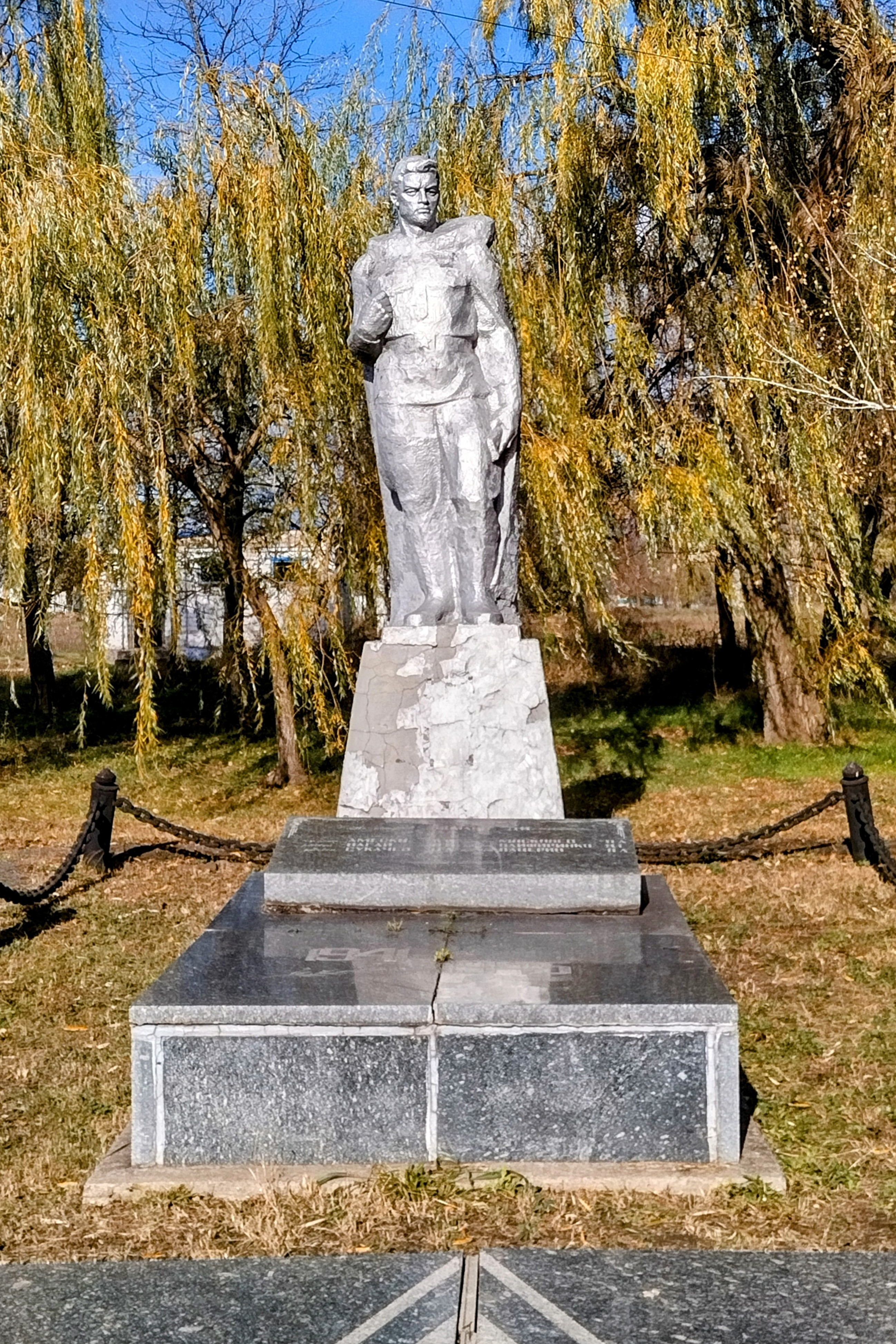
Військовий меморіал